# Hannu Jäntti
Hannu Jäntti (Tervo, 1 maart 1963) is een voormalig profvoetballer uit Finland, die speelde als verdediger gedurende zijn carrière. Hij beëindigde zijn actieve loopbaan in 1994 bij de Finse club Kuusysi Lahti, waar hij tien seizoenen onder contract stond.

## Interlandcarrière
Jäntti kwam in 1990 in totaal twee keer (nul doelpunten) uit voor de nationale ploeg van Finland. Onder leiding van bondscoach Jukka Vakkila maakte hij zijn debuut op 16 mei 1990 in de vriendschappelijke uitwedstrijd tegen Ierland (1-1) in Dublin, net als aanvaller Vesa Tauriainen (RoPS Rovaniemi). Jäntti werd in dat duel na 87 minuten vervangen door Jukka Turunen (KuPS Kuopio).

## Erelijst
Kuusysi Lahti
- Fins landskampioen

1986, 1989, 1991
- Beker van Finland

1987